# みうらじゅんDS
みうらじゅんDSは、CS放送のTBSチャンネルと一部地方局で放送されているバラエティ番組。
2008年6月16日（15日深夜）放送開始。0時30分から1時放送。2009年3月30日（29日深夜）に最終回を迎えた。
同年11月にDVD発売。全10巻。

## 概要
- イラストレーター、随筆家、タレント、ミュージシャンなど幅広く活躍しているみうらじゅんが、少年時代に発表した詩を紹介しながら、みうらがこだわる「どうかしているもの」について徹底的に研究していくバラエティー番組である。
- タイトルの「DS」とは「どうかしている」の略。

## 出演者
司会みうらじゅん
朗読羽佐間道夫、野沢雅子